# Flaga Azawadu

Flaga Azawadu

Flaga Azawadu – flaga Narodowego Ruchu Wyzwolenia Azawadu jednostronnie ustanowiona przez ten ruch również flagą Azawadu, czyli regionu w Mali, którego rebelianci z Narodowego Ruchu Wyzwolenia Azawadu 6 kwietnia 2012 roku ogłosili jednostronnie niepodległość.
Flaga jest prostokątem o proporcjach 1:2 podzielonym na trzy równe poziome pasy w barwach panafrykańskich: zielony u góry, czerwony pośrodku i czarny na dole z dodanym od strony drzewca żółtym trójkątem.

Flaga proponowana wcześniej przez Front Wyzwolenia Tuaregów